# The Gambler (film, 1916)
Pour les articles homonymes, voir The Gambler.
Pour plus de détails, voir Fiche technique et Distribution.
The Gambler (littéralement, Le Joueur) est un film muet américain réalisé par Lynn Reynolds, sorti en 1916.

## Fiche technique
- Titre : The Gambler
- Réalisation : Lynn Reynolds
- Scénario : Lynn Reynolds
- Producteur : Carl Laemmle
- Société de production :  Universal Film Manufacturing Company
- Société de distribution :  Universal Film Manufacturing Company
- Pays d'origine :  États-Unis
- Langue : film muet avec les intertitres en anglais
- Métrage : 300 m (1 bobine)
- Format : Noir et blanc — 35 mm — 1,33:1 — Muet
- Genre : Film dramatique
- Durée : 10 minutes
- Dates de sortie : 
  -  États-Unis : 20 avril 1916

## Distribution
- Fred Church : Vance Thomas Jr.
- Myrtle Gonzalez : Roberta Daly
- Val Paul (en) : Walter Boynton
- Alfred Allen : Vance Thomas Sr.